# Ciruelas
Ciruelas è un comune spagnolo di 112 abitanti situato nella comunità autonoma di Castiglia-La Mancia.